# Odlochovice (zámek)
Odlochovice jsou zámek ve stejnojmenné vesnici u Jankova v okrese Benešov ve Středočeském kraji. Zámek vznikl na místě tvrze ze čtrnáctého století. Ta bývala sídlem odlochovických vladyků a po nich až do poloviny šestnáctého století rodu Nosákovců z Odlochovic. V následujících obdobích se majitelé panství často střídali až do roku 1792, kdy zámek koupil Václav Rombald. Jeho potomek Marian Rombald z Hochinfelsenu nechal budovu přestavět v novorenesančním slohu. Od druhé poloviny dvacátého století slouží památkově chráněný areál potřebám sociálních služeb.

## Historie

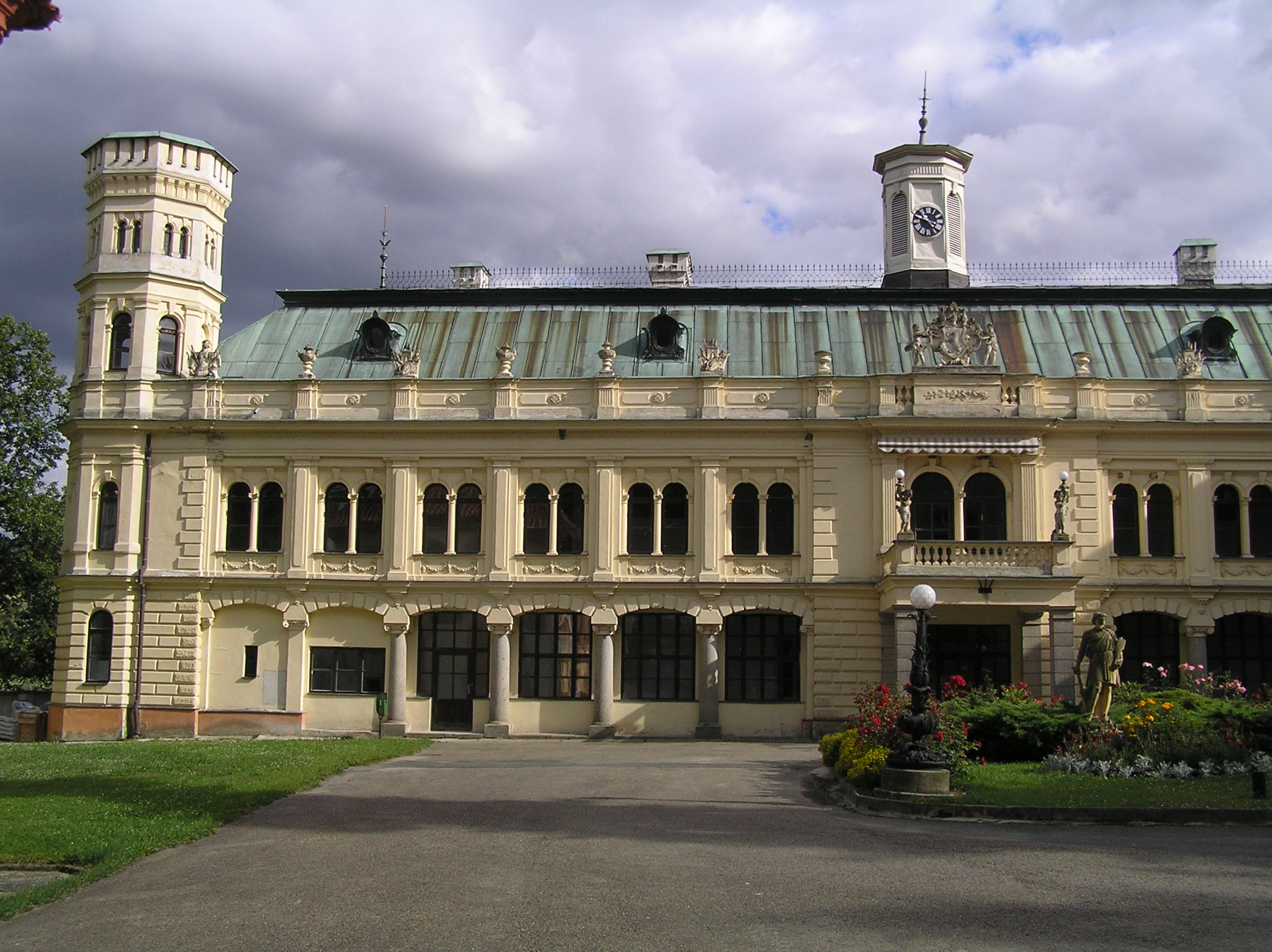
Severní průčelí zámku

Předchůdcem odlochovického zámku bývala tvrz, na které podle Augusta Sedláčka okolo roku 1350 sídlil vladyka Přibyslav. Jednomu z jeho synů, Jaroslavovi, Odlochovice patřily ještě v roce 1387. Jaroslav měl snad syny Přibíka a Jana, kteří roku 1390 koupili drobné statky v okolí Odlochovic. Přibík žil ještě roku 1420, kdy sloužil biskupu Alešovi. Posledním majitelem tvrze a vsi z jejich rodu byl Přibíkův nebo Janův syn Rynart, který Odlochovice, Rankov, plat v Konarovicích a dva statky na Moravě odkázal strýcům Chvalovi ze Chmelného a Mikešovi z Nosákova. Z nich Odlochovice dostal Mikeš, který se stal zakladatelem rodu Nosákovců z Odlochovic.
Nosákovci v Odlochovicích zůstali do šestnáctého století. Patřili k nim Václav připomínaný roku 1473, Přibík (1523) a Václav (1534). V šestnáctém století byl statek rozdělen na dva díly mezi bratry Jana a Mikuláše. Před rokem 1540 Mikuláš svou polovinu prodal Jaroslavovi z Klinštejna. Jaroslav nejprve roku 1541 věnoval věno z Odlochovic své manželce Afře z Tetova a v roce 1548 jí celý svůj odlochovický podíl věnoval. Vlastníkem druhé poloviny byl Jan Nosákovec, který si svou část nechal roku 1548 zapsat do obnovených zemských desek. V roce 1556 od potomků Afry z Tetova přikoupil druhou polovinu, čímž statek spojil do jednoho panství. O pět let později Odlochovice prodal Mikuláši Salavovi z Lípy, od něhož je téhož roku koupil Smil Skuhrovec ze Skuhrova. Smil statek držel do roku 1591, kdy jej vystřídala Anna Malovcová z Říčan. Po ní jej zdědil její muž a z jeho dědiců se Odlochovic roku 1598 ujala Markéta Ostrovcová z Malovic, která statek roku 1609 postoupila Ludmile Šorfové z Říčan.

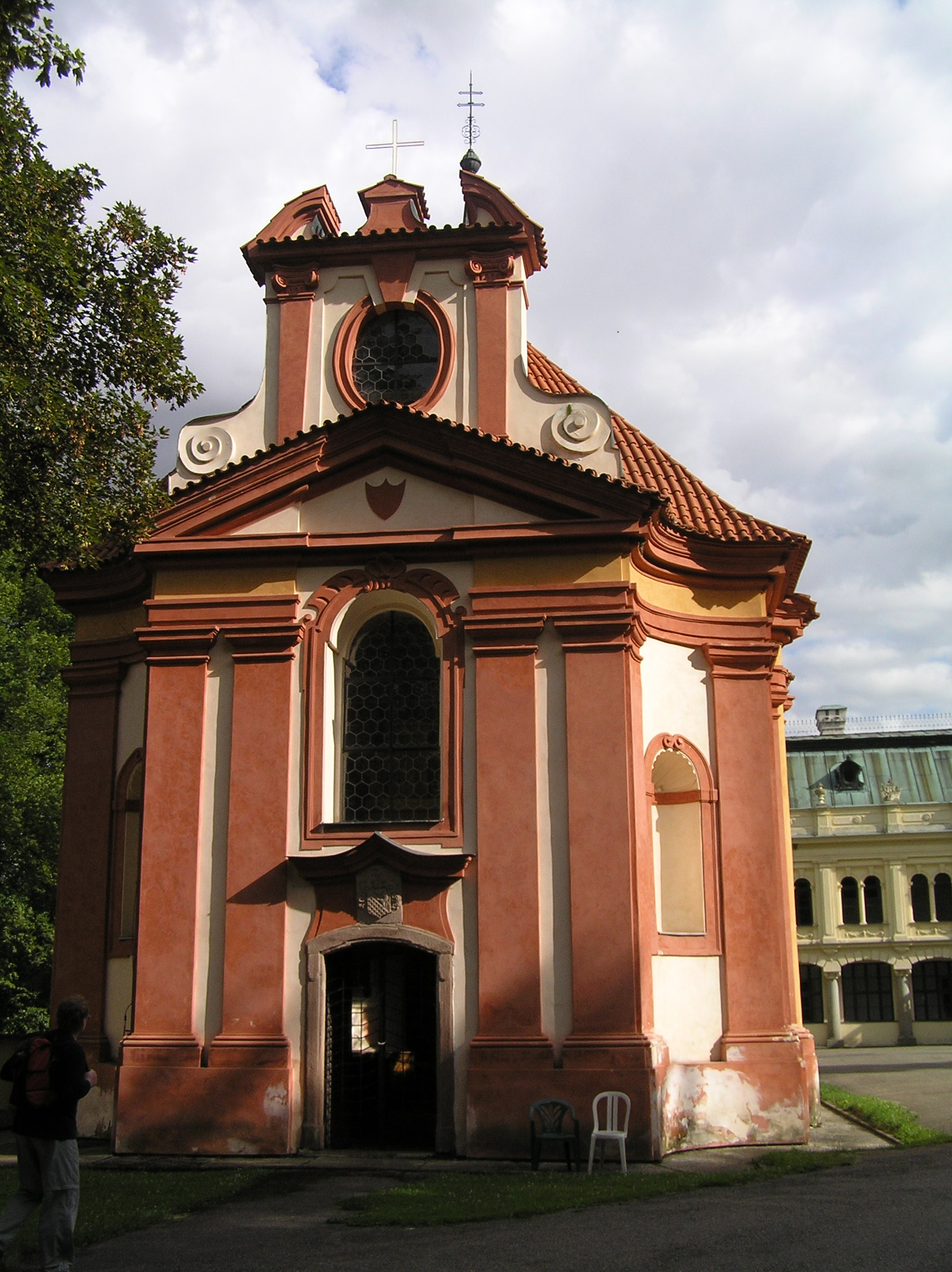
Severní průčelí kaple svatého Jana Nepomuckého

Po Ludmile se majitelem statku stal buď Malovec z Malovic, který zemřel roku 1612, nebo jeho synové Petr a Vilém z Malovic. Petr Odlochovice roku 1613 prodal Vilému Vokovi Vítovi ze Rzavého. Vilém Vok získal také Chotoviny a oba statky po něm zdědil syn Mikuláš Aleš Vít ze Rzavého, který v roce 1650 Odlochovice prodal Karlu Adamovi Lvovi z Říčan. Karel Adam statek odkázal pražskému arcibiskupství. Arcibiskup Jan Bedřich z Valdštejna statek v roce 1675 prodal Adamu Jindřichovi Rodovskému z Hustířan. Adam Jindřich byl tři roky poté zastřelen a správy panství se ujala vdova Polyxena. V roce 1689 se podruhé vdala za Kryštofa Leopolda Dohalského z Dohalic, kterému roku 1693 odkázala svůj majetek.
Kryštof Leopold zemřel v roce 1706 a Odlochovice poté vystřídaly několik majitelů. Jedním z nich byl František Zhorský ze Zhoře a z Kronberka, který panství koupil roku 1725 a u tvrze založil barokní kapli svatého Jana Nepomuckého. Roku 1792 odlochovický statek tvořily dvě vesnice, které tehdy koupil pražský měšťan Václav Rombald. Pravděpodobně on nechal přestavět starou tvrz na zámek. Dochovaná podoba zámku je výsledkem přestavby, kterou po roce 1892 realizoval tehdejší majitel Marian Rombald z Hochinfelsenu.
Ve čtyřicátých letech dvacátého století byl zámek majitelům zkonfiskován a v následujících letech sloužil dřevozpracujícím závodům. Poté v něm byla ubytovna zaměstnanců národního podniku Jáchymovské doly a po ní až do roku 1978 domov důchodců. Následně areál získal Ústav sociální péče hlavního města Prahy, který v něm zřídil ústav pro postiženou mládež. Na jeho činnost navázalo Integrované centrum sociálních služeb Odlochovice, zřízené jako pražská příspěvková organizace, které poskytuje ubytování a další služby dětem a dospělým s mentálním postižením a s mentálním postižením v kombinaci s postižením tělesným nebo smyslovým.

## Stavební podoba

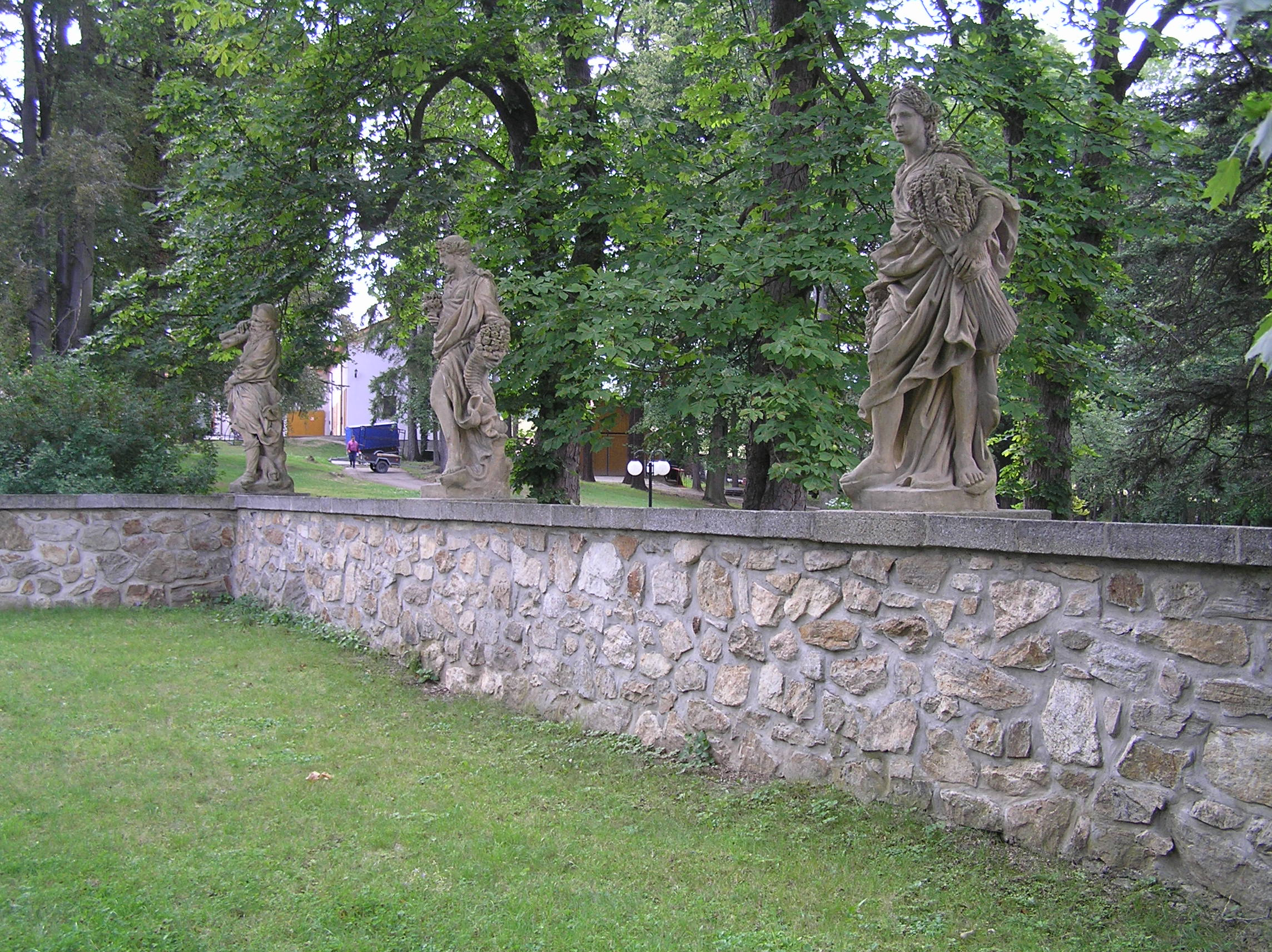
Sochařská výzdoba parku

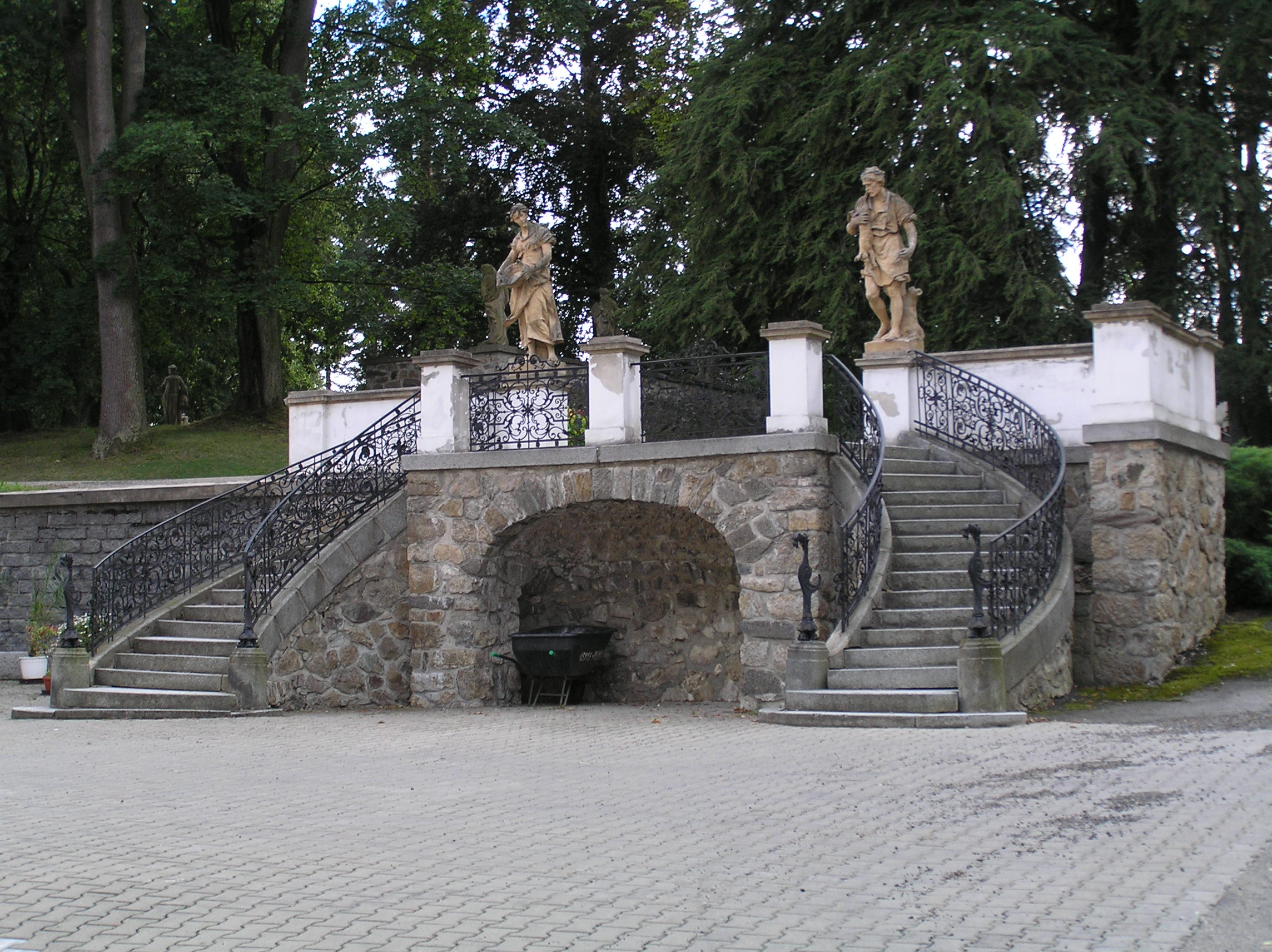
Schodiště s grottou v parku

Z původní tvrze se pod severní částí budovy dochoval sklep klenutý valenou klenbou s výsečemi. Dochovaná podoba zámku je výsledkem barokní a především novorenesanční přestavby provedené na konci devatenáctého století. Hlavní zámecká budova má dvě křídla se čtyřpatrovou věží v nároží a drobnou hodinovou vížkou na střeše. Zámecká budova tvoří severní stranu rozsáhlého dvora, jehož zbývající tři strany obklopují původní hospodářské budovy.
K zámku přiléhá anglický park založený na začátku druhé poloviny devatenáctého století a kolem roku 1880 rozšířený Marianem Rombaldem na plochu 4,42 hektarů. Jeho součástí je dvouramenné schodiště s grottou. Celý areál obklopuje ohradní zeď.

### Kaple svatého Jana Nepomuckého
Kaple svatého Jana Nepomuckého pochází z roku 1737 a stojí před severním průčelím zámku. Má obdélný půdorys se zvlněnými bočními stěnami, jejichž fasády jsou členěné pilastry. Do kaple se vstupuje portálem v hlavním průčelí zdůrazněném pilastry a patrovým volutovým štítem. Loď má oválný půdorys a plackovou klenbu. Na klenbě je freska od Karla Javůrka a Jaroslava Čermáka. Interiér člení pilíře s nikami a pilastry. Presbytář s bočními oratořemi je zaklenutý konchou s lunetami. V západní části kaple se nad předsíní nachází kruchta podklenutá valenou klenbou s lunetami.
Hlavní oltář v kapli je barokní z první čtvrtiny osmnáctého století. Zdobí jej figurální výzdoba a obraz Apoteózy svatého Jana Nepomuckého. V nikách pilířů jsou umístěné sochy svatého Václava, svaté Kateřiny, svatého Maxmiliána a svaté Barbory z devatenáctého století. Z poloviny osmnáctého století pochází dvojice protějškových oltářů, z nichž na jednom je obraz Stigmatizace svatého Františka, který je kopií obrazu Petra Brandla.